# From Hand to Mouth
From Hand to Mouth è un cortometraggio muto del 1919 diretto da Alfred J. Goulding e Hal Roach. Il film, di genere comico, fu interpretato da Harold Lloyd, Mildred Davis, Peggy Cartwright, Snub Pollard.

## Trama
Un ragazzo povero in canna si preoccupa di mangiare e si unisce a una trovatella e il suo cane, anch'essi in situazione difficile. Intanto un avvocato disonesto lavora con una gang per sottrarre a una giovane ereditiera ciò che le spetta. Questa vede per strada il ragazzo, la trovatella e il cane nei guai con i poliziotti e li aiuta. Il ragazzo poi salva l'ereditiera dai criminali che lo avevano assoldato per aiutarli nel loro scopo.

## Distribuzione
Distribuito dalla Pathé Exchange, il film - un cortometraggio in due bobine - uscì nelle sale statunitensi il 28 dicembre 1919. In Francia, venne distribuita dalla Pathé Consortium Cinéma il 7 dicembre 1922.
Copia della pellicola viene conservata negli archivi del National Film Archive of the British Film Institute.